# Энтомофага
Энтомофага (лат. Entomophaga) — род грибов семейства Энтомофторовые (Entomophthoraceae).

## Описание
Для представителей рода характерно поверхностное конидиальное спороношение на простых неветвящихся шаровидных конидиеносцах. Мицелий не образует ризоидов. Гифальные тельца, образуемые гифами мицелия, имеют сферическую, яйцевидно-амебоидную или удлинённую форму. Из них образуются округлые или эллиптические покоящиеся споры, называемые азигоспорами.
Развиваются на личинках и имаго насекомых разных отрядов, в том числе двукрылых (Entomophaga conglomerata, Entomophaga tabanivora, Entomophaga tipulae), чешуекрылых (Entomophaga aulicae, Entomophaga maimaiga), прямокрылых (Entomophaga grylli), полужесткокрылых (Entomophaga pyriformis) и перепончатокрылых (Entomophaga diprionis, Entomophaga tenthredinis).

## Классификация
Представители рода встречаются на всех континентах, кроме Антарктиды. На март 2025 года включает 19 валидных вида.
- Entomophaga antochae S. Keller, 2007
- Entomophaga aulicae (E. Reichardt) Humber, 1984
- Entomophaga batkoi (Bałazy) S. Keller, 1988
- Entomophaga bukidnonensis Villac. & Wilding, 1994
- Entomophaga calopteni (Bessey) Humber, 1989
- Entomophaga conglomerata (Sorokīn) S. Keller, 1988
- Entomophaga diprionis Bałazy, 1993
- Entomophaga domestica S. Keller, 1988
- Entomophaga grylli (Fresen.) A. Batko, 1964
- Entomophaga kansana (J.A. Hutchison) A. Batko, 1964
- Entomophaga lagriae Bałazy, 1993
- Entomophaga maimaiga Humber, Shimazu & R.S. Soper, 1988
- Entomophaga ptychopterae (S. Keller & Eilenberg) A.E. Hajek & Eilenberg, 2003
- Entomophaga saccharina (Giard) A. Batko, 1964
- Entomophaga tabanivora (J.F. Anderson & Magnar.) Humber, 1984
- Entomophaga pyriformis Balazy, 1993
- Entomophaga tenthredinis (Fresen.) A. Batko, 1964
- Entomophaga thuricensis S. Keller, 2007
- Entomophaga tipulae (Fresen.) Humber, 1989
- Entomophaga transitans (S. Keller) A.E. Hajek & Eilenberg, 2003